# 남자 식모 2
남자 식모 2는 한국에서 제작된 심우섭 감독의 1970년 영화이다. 김희갑 등이 주연으로 출연하였고 황의식 등이 제작에 참여하였다.

## 출연

### 주연
- 김희갑
- 구봉서
- 김창숙
- 도금봉

## 제작진
- 조명: 김경중
- 미술: 노인택